# Avreuil
Avreuil é uma comuna francesa na região administrativa de Grande Leste, no departamento de Aube. Estende-se por uma área de 10,33 km². Em 2010 a comuna tinha 168 habitantes (densidade: 16,3 hab./km²).